# HMS Lion (C34)
HMS Lion (C34) là một tàu tuần dương hạng nhẹ của Hải quân Hoàng gia Anh Quốc. Nguyên được đặt hàng như một chiếc thuộc lớp Minotaur vào năm 1942, nó được đặt lườn cùng năm đó như là chiếc Defence tại xưởng tàu của hãng Scotts Shipbuilding and Engineering Company ở Greenock vào ngày 6 tháng 6 năm 1942.
Được hoàn tất một phần, Lion được hạ thủy vào ngày 2 tháng 9 năm 1944 bởi Lady Edelson, nhưng công việc bị ngưng lại vào năm 1946 sau khi Chiến tranh Thế giới thứ hai kết thúc, và Defence bị bỏ không tại Gareloch. Việc chế tạo Defence và hai tàu tuần dương khác cùng lớp sau đó được tái tục theo một thiết kế của lớp Tiger được cải tiến. Defence được đổi tên thành Lion vào năm 1957, và công việc hoàn thiện nó được tiếp tục tại xưởng tàu của hãng Swan Hunter tại Wallsend.
Nó được trang bị pháo QF 6 inch (152 mm) Mark N5 hoàn toàn tự đ̣ộng trên những tháp pháo nòng đôi góc cao, mỗi khẩu có khả năng bắn 20 phát mỗi phút; và một dàn pháo hạng hai QF 3 inch (76 mm) Mark N1 hoàn toàn tự đ̣ộng bắn được 90 quả đạn mỗi phút cho mỗi khẩu. Nó không có vũ khí phòng không hạng nhẹ hay ống phóng ngư lôi. Hệ thống điều hòa nhiệt độ được trang bị suốt con tàu, cùng một hệ thống liên lạc điện thoại tự động 200 số. Mỗi khẩu đội 6 inch và 3 inch có hệ thống kiểm soát hỏa lực của riêng nó, kết nối với một bộ radar dành riêng. Lion cuối cùng được đưa ra hoạt động vào tháng 7 năm 1960.
Vào tháng 9 năm 1964, Lion có mặt tại lễ hội mừng độc lập của Malta; trước đó nó mắc phải tai nạn bị chiếc tàu frigate HMS Lowestoft đâm trúng bên dưới Cầu Forth Road. Việc sửa chữa được tiến hành một cách khẩn cấp tại Xưởng tàu Rosyth trước khi nó lên đường đi Malta theo kế hoạch đã được định sẵn. Đầu năm 1965, Lion hiện diện tại Lễ Độc lập của Gambia tại Bathurst, ngày nay là Banjul. Sau đó, Lion trải qua một giai đoạn trong lực lượng dự bị tại Devonport cho đến năm 1972, khi nó được đưa vào danh sách loại bỏ khỏi tài sản của Hải quân. Kế hoạch nhằm cải biến nó chung với các tàu chị em cùng lớp HMS Tiger và HMS Blake đã bị hủy bỏ do quá tốn kém.
Ngày 15 tháng 5 năm 1973, nó đi đến Rosyth và được tháo dỡ phụ tùng và thiết bị phục vụ cho việc bảo trì Tiger và Blake. Lion bị bán để tháo dỡ vào ngày 12 tháng 2 năm 1975 với giá 262.500 Bảng Anh. Ngày 24 tháng 4 năm 1975, Lion được kéo đến Inverkeithing và được tháo dỡ bởi hãng Ward. Một số thiết bị của nó được giữ lại và bán cho Peru để sử dụng cho các tàu tuần dương lớp Crown Colony nguyên do Anh Quốc chế tạo.